# Placówka Straży Granicznej I linii „Młynek”
Placówka Straży Granicznej I linii „Młynek” – jednostka organizacyjna Straży Granicznej pełniąca służbę ochronną na granicy polsko-niemieckiej w okresie międzywojennym.

## Formowanie i zmiany organizacyjne
Rozporządzeniem Prezydenta Rzeczypospolitej Polskiej Ignacego Mościckiego z 22 marca 1928 roku, do ochrony północnej, zachodniej i południowej granicy państwa, a w szczególności do ich ochrony celnej, powoływano z dniem 2 kwietnia 1928 roku  Straż Graniczną.
Rozkazem nr 9 z 18 października 1929 roku w sprawie reorganizacji Mazowieckiego Inspektoratu Okręgowego komendant Straży Granicznej płk Jan Jur-Gorzechowski powołał komisariat Straży Granicznej „Janówka”. Placówka Straży Granicznej I linii „Młynek” znalazła się w jego strukturze.
Rozkazem nr 2 z 16 stycznia 1939 roku w sprawie przejęcia odcinka granicy polsko-niemieckiej od Korpusu Ochrony Pogranicza na terenie Mazowieckiego Okręgu Straży Granicznej oraz przekazania Korpusowi Ochrony Pogranicza odcinka granicy na terenie Wschodniomałopolskiego Okręgu Straży Granicznej, komendant Straży Granicznej płk Jan Gorzechowski przeniósł komisariat do Raczek, wydzielił placówkę I linii „Młynek” z komisariatu „Raczki” i przydzielił ją do komisariatu „Rajgród”.

## Służba graniczna
W 1928 roku placówka „Młynek” ochraniała odcinek granicy państwowej długości około 6 kilometrów. Jej prawa granica rozpoczynała się od słupa granicznego nr 189, dalej m. Rudki Stare (wył.), do m. Jeziorki. 
Lewa granica do słupa granicznego nr 180, dalej m. Pomiany, do m. Bargłów (wył.). 
Po reorganizacji placówka ochraniała odcinek granicy państwowej długości około 7 kilometrów.
Sąsiednie placówki
- placówka Straży Granicznej I linii „Rutki Nowe” ⇔ placówka Straży Granicznej I linii „Popowo” − 1929[2]

## Kierownicy/dowódcy placówki
| stopień          | imię i nazwisko | okres pełnienia służby   | kolejne stanowisko |
| ---------------- | --------------- | ------------------------ | ------------------ |
| przodownik       | Antoni Wysocki  | był IX 1928 –            |                    |
| starszy strażnik | Julian Kozar    |                          |                    |
| przodownik       | Stefan Tobis    |                          |                    |
| przodownik       | Roman Bzik      | był X 1936 – 31 III 1938 | stan spoczynku     |